# Sielach
Sielach (slowenisch Sele) ist eine im Bezirk Völkermarkt in Kärnten gelegene Siedlung mit 184 Einwohnern (Stand 1. Jänner 2024).
Die in zwei Ortsteile (Ost und West) gegliederte Einfamilienhaus-Siedlung erstreckt sich am Fuße des Sittersdorfer Bergs. Der Ort grenzt direkt an den Hauptort Sittersdorf.

## Geschichte
Sielach wurde in den 1950er Jahren als Arbeitersiedlung und Vorort von Sittersdorf gegründet. Viele Einwohner waren damals in der nahe gelegenen und mittlerweile stillgelegten Zellulosefabrik Rechberg beschäftigt. In den letzten Jahren zeichnete sich Sielach durch verstärkte Neubauaktivität aus. Beliebt ist vor allem auch der durch den Ort führende Radweg.

## Persönlichkeiten
- Florjan Lipuš (* 1937), österreichischer Dichter und Autor